# Legendre-Filter
Legendre-Filter, auch als Optimum-L-Filter bezeichnet, sind kontinuierliche Frequenzfilter deren Übertragungsfunktion auf den namensgebenden Legendre-Polynomen aufbaut. Legendre-Filter wurden 1958 von dem griechischen Mathematiker Athanasios Papoulis vorgestellt.
Legendre-Filter stellen einen Kompromiss zwischen dem Butterworth-Filter und dem Tschebyscheff-Filter dar: Der Betragsfrequenzverlauf ist steiler als bei Butterworth-Filter und besitzt im Gegensatz zu den Tschebyscheff-Filter im Sperr- und im Durchlassbereich einen monotonen Verlauf.

## Übertragungsfunktion

Vergleich des Betragsverlaufes zwischen Butterworth-, Legendre- und Tschebyscheff-Typ-1-Filter

Der quadrierte Betragsfrequenzverlauf für die Filterordnung {\displaystyle n} ist gegeben durch
{\displaystyle M_{n}^{2}(\omega )={\frac {1}{1+L_{n}(\omega ^{2})}}}
mit dem modifizierten {\displaystyle n}-ten Optimal-Polynom {\displaystyle L_{n}}, welches sich durch die Erfüllung mehrerer spezieller Kriterien auszeichnet, die die gewünschten Eigenschaften Monotonie der Übertragungsfunktion und gleichzeitig maximale Steilheit im Sperrbereich sicherstellen. Dies sind die Nebenbedingungen
{\displaystyle L_{n}(0)=0\quad {\text{(Gl. 1)}}}
{\displaystyle L_{n}(1)=1\quad {\text{(Gl. 2)}}}
und die Forderung nach monotonem Anstieg
{\displaystyle {\frac {\mathrm {d} }{\mathrm {d} \omega }}L_{n}(\omega ^{2})\geq 0\quad {\text{(Gl. 3)}}}
Hauptbedingung ist die Forderung nach maximaler Steilheit im Sperrbereich, z. B. ab {\displaystyle \omega \geq 1}:
{\displaystyle \left.{\frac {\mathrm {d} }{\mathrm {d} \omega }}L_{n}(\omega ^{2})\right|_{\omega =1}={\text{Maximum}}\quad {\text{(Gl. 4)}}}

## Herleitung
Für {\displaystyle k+1} linear unabhängige Polynome {\displaystyle Q_{i}(x)} des Grades {\displaystyle 0\leq i\leq k}, im einfachsten Falle {\displaystyle Q_{i}(x)=x^{i}}, lässt sich mit indirekter Erfüllung der (Gl. 3) ein Ansatz für das gesuchte optimale Polynom bilden:
{\displaystyle L_{n}(\omega ^{2})=\int _{0}^{\omega ^{2}}\left[\sum _{i=0}^{k}a_{i}Q_{i}(x)\right]^{2}dx\quad {\text{(Gl. 5-1)}}}
mit {\displaystyle k+1} unbekannten Koeffizienten {\displaystyle a_{i}}. Da der Integrand ein gerades Polynom ist, ist {\displaystyle L_{n}(x)} ungerade mit {\displaystyle n=2k+1}. Um ein gerades {\displaystyle L_{n}(x)} mit {\displaystyle n=2k+2} zu erhalten, bietet sich folgendes an:
{\displaystyle L_{n}(\omega ^{2})=\int _{0}^{\omega ^{2}}x\left[\sum _{i=0}^{k}a_{i}Q_{i}(x)\right]^{2}dx\quad {\text{(Gl. 5-2)}}}
Beide Ansätze erfüllen automatisch die Bedingungen aus (Gl. 1) und (Gl. 3), da {\displaystyle x} in (Gl. 5-2) immer positiv ist. Für die gewählten Basispolynome lässt sich beispielsweise (Gl. 5-1) auflösen und in (Gl. 2) überführen
{\displaystyle L_{n}(1)=\int _{0}^{1}\left[\sum _{i=0}^{k}a_{i}Q_{i}(x)\right]^{2}dx=1\quad {\text{(Gl. 6)}}}
Dies ist eine quadratische Gleichung in den Koeffizienten {\displaystyle a_{i}}, die nach einem Koeffizienten, am einfachsten nach {\displaystyle a_{0}}, aufgelöst werden kann. Eingesetzt in (Gl. 5-1) verbleiben noch {\displaystyle k} unbekannte Koeffizienten, die in {\displaystyle k} nichtlinearen Gleichungen aus den partiellen Ableitungen von (Gl. 4) gelöst werden können. Mit dem geraden Ansatz in (Gl. 5-2) ist analog zu verfahren.
Für allgemeine Polynome {\displaystyle Q_{i}(x)} ist das resultierende Gleichungssystem für {\displaystyle k>2} nur noch schwer analytisch zu lösen. Der Ansatz von (Gl. 5) legt jedoch nahe, die Legendre-Polynome {\displaystyle P_{i}(x)} der 1. Art als Basis zu verwenden, in der Erwartung, dass viele Teilintegrale verschwinden und sich die Herleitung vereinfacht. Dieses stellte Papoulis 1958 für (Gl. 5-1) in seiner ersten Arbeit vor. Dazu müssen jedoch die Integralgrenzen an die Eigenschaften der Legendre-Polynome angepasst und skaliert werden, so dass sich folgende Gleichung ergibt:
{\displaystyle L_{n}(\omega ^{2})=\int _{-1}^{2\omega ^{2}-1}\left[\sum _{i=0}^{k}a_{i}P_{i}(x)\right]^{2}dx=\int _{-1}^{2\omega ^{2}-1}\sum _{i=0}^{k}a_{i}P_{i}(x)\sum _{j=0}^{k}a_{j}P_{j}(x)dx=\sum _{i=0}^{k}\sum _{j=0}^{k}a_{i}a_{j}\int _{-1}^{2\omega ^{2}-1}P_{i}(x)P_{j}(x)dx\quad {\text{(Gl. 7)}}}
Damit vereinfacht sich die (Gl. 2), beziehungsweise (Gl. 6), erheblich zu
{\displaystyle L_{n}(1)=\sum _{i=0}^{k}\sum _{j=0}^{k}a_{i}a_{j}\int _{-1}^{1}P_{i}(x)P_{j}(x)dx=\sum _{i=0}^{k}a_{i}^{2}\int _{-1}^{1}P_{i}^{2}(x)dx=2\sum _{i=0}^{k}{\frac {a_{i}^{2}}{2i+1}}=1}
Für {\displaystyle a_{0}} erhält man so
{\displaystyle a_{0}^{2}={\frac {1}{2}}-\sum _{i=1}^{k}{\frac {a_{i}^{2}}{2i+1}}\quad {\text{(Gl. 8)}}}
Zur Bestimmung des Maximums in (Gl. 4) wird die partielle Ableitung von {\displaystyle a_{0}} nach den noch unbekannten Koeffizienten {\displaystyle a_{j}} mit {\displaystyle 0<j\leq k} benötigt:
{\displaystyle {\frac {\mathrm {d} }{\mathrm {d} a_{j}}}a_{0}={\frac {\mathrm {d} }{\mathrm {d} a_{j}}}{\sqrt {{\frac {1}{2}}-\sum _{i=1}^{k}{\frac {a_{i}^{2}}{2i+1}}}}={\frac {-a_{j}}{(2j+1)a_{0}}}\quad {\text{(Gl. 9)}}}
Beachte: Für die innere Ableitung liefert nur der Summand mit dem Index {\displaystyle i=j} einen Beitrag, weil alle andere Summanden von {\displaystyle a_{j}} unabhängig sind. {\displaystyle a_{0}} ist identisch mit dem Wurzelausdruck in (Gl. 9), wird aber zur einfacheren Darstellung im Weiteren wie ein konstanter Parameter mitgeführt, auf den sich die Lösung der unbekannten {\displaystyle a_{j}} beziehen soll. Anschließend wird {\displaystyle a_{0}} so bestimmt, dass (Gl. 8) oder (Gl. 2) erfüllt sind.
Bei der Bildung der linken Seite von (Gl. 4) ist die folgende Erkenntnis wichtig. Für alle {\displaystyle P_{i}(x)} und {\displaystyle P_{j}(x)} ergibt sich die Identität:
{\displaystyle \left.{\frac {\mathrm {d} }{\mathrm {d} \omega }}\int _{-1}^{2\omega ^{2}-1}P_{i}(x)P_{j}(x)dx\right|_{\omega =1}=4\quad {\text{(Gl. 10)}}}
Damit wird (Gl. 4) zu
{\displaystyle 4\left[\sum _{i=0}^{k}a_{i}\right]^{2}=\operatorname {Maximum} (a_{j})\quad {\text{(Gl. 11)}}}
Notwendige Bedingung für ein Maximum ist, dass alle partiellen Ableitungen der linken Seite von (Gl. 11) nach den unbekannten Koeffizienten {\displaystyle a_{j}} Null sind. Dabei ist zu berücksichtigen, dass {\displaystyle a_{0}} ebenfalls von allen {\displaystyle a_{j}} gemäß (Gl. 8) und (Gl. 9) abhängt
{\displaystyle 4{\frac {\mathrm {d} }{\mathrm {d} a_{j}}}\left[\sum _{i=0}^{k}a_{i}\right]^{2}=4\cdot 2\left(\sum _{i=0}^{k}a_{i}\right){\mathrm {d}  \over \mathrm {d} a_{j}}\left(a_{0}+a_{j}\right)=8\left(1-{\frac {a_{j}}{(2j+1)a_{0}}}\right)\sum _{i=0}^{k}a_{i}=0_{j}\quad {\text{(Gl. 12)}}}
Bemerkung: Nur die zwei Summanden {\displaystyle a_{0}} und {\displaystyle a_{j}} sind von {\displaystyle a_{j}} abhängig.
Die Summe ist nur null, wenn {\displaystyle a_{0}} und alle {\displaystyle a_{j}=0} sind, was aber ausgeschlossen ist, da dann {\displaystyle L_{n}(x)={\text{konstant}}} und auch (Gl. 8) verletzt wäre. Also muss der Klammerausdruck null sein und die Lösung enthalten
{\displaystyle a_{j}=(2j+1)a_{0}\quad {\text{(Gl. 13)}}}
Eingesetzt in (Gl. 8) ergibt sich
{\displaystyle a_{0}^{2}={\frac {1}{2}}-\sum _{i=1}^{k}(2i+1)a_{0}^{2}={\frac {1}{2}}-k(k+2)a_{0}^{2}}
oder
{\displaystyle (k+1)^{2}a_{0}^{2}={\frac {1}{2}}}
für
{\displaystyle a_{0}={\frac {1}{{\sqrt {2}}(k+1)}}\quad {\text{(Gl. 14)}}}
Mit (Gl. 13) ergibt sich für alle Koeffizienten {\displaystyle a_{i}={\frac {2i+1}{{\sqrt {2}}(k+1)}}\quad {\text{(Gl. 15)}}}
Für gerade {\displaystyle n=2k+2} nach (Gl. 5-2) veröffentlichte Papoulis eine analoge Lösung. Nach der Skalierung auf die geeigneteren Intervallgrenzen gilt dann
{\displaystyle L_{n}(\omega ^{2})=\int _{-1}^{2\omega ^{2}-1}(x+1)\left[\sum _{i=0}^{k}a_{i}P_{i}(x)\right]^{2}dx=\sum _{i=0}^{k}\sum _{j=0}^{k}a_{i}a_{j}\int _{-1}^{2\omega ^{2}-1}(x+1)P_{i}(x)P_{j}(x)\quad {\text{(Gl. 16)}}}
Analog zu der hilfreichen Identität aus (Gl. 10) gilt für gerade {\displaystyle n}
{\displaystyle \left.{\frac {\mathrm {d} }{\mathrm {d} \omega }}\int _{-1}^{2\omega ^{2}-1}(x+1)P_{i}(x)P_{j}(x)dx\right|_{\omega =1}=8}
Die Koeffizienten lauten:
{\displaystyle a_{i}={\begin{cases}{\frac {2i+1}{\sqrt {(k+1)(k+2)}}}&{\text{für }}k+i{\text{ gerade}}\\0&{\text{sonst}}\end{cases}}}
Fazit
Als Basis für das optimale Polynom {\displaystyle L_{n}(\omega ^{2})} ist die Verwendung der namensgebenden Legendre-Polynome nicht zwingend notwendig. Jede andere linear unabhängige, polynomiale Basis {\displaystyle Q_{i}(x)} führt zum selben Ergebnis, die analytische Herleitung ist aber wesentlich schwieriger, wenn nicht sogar unmöglich. Um die ohnehin mühsame und fehleranfällige Auflösung von (Gl. 7) und (Gl. 16) etwas zu vereinfachen, lassen sich die Nenner der {\displaystyle a_{0}^{2}} respektive {\displaystyle a_{1}^{2}} als Faktoren vor das Integral stellen. Das führt zu
{\displaystyle L_{n}(\omega ^{2})={\frac {1}{2(k+1)^{2}}}\int _{-1}^{2\omega ^{2}-1}\left[\sum _{i=0}^{k}(2i+1)P_{i}(x)\right]^{2}dx\quad {\text{(Gl. 17)}}}
respektive
{\displaystyle L_{n}(\omega ^{2})={\frac {1}{(k+1)(k+2)}}\int _{-1}^{2\omega ^{2}-1}(x+1)\left[\sum _{i=0}^{k}b_{i}P_{i}(x)\right]^{2}dx\quad {\text{(Gl. 18)}}}
mit {\displaystyle b_{i}={\begin{cases}2i+1&{\text{für }}k+i{\text{ gerade}}\\0&{\text{sonst}}\end{cases}}}

## Ergebnis
Für die Filterordnung {\displaystyle n} von 1 bis 6 lauten die Optimal-Polynome {\displaystyle L_{n}(\omega ^{2})} des Filters:
| {\displaystyle n} | {\displaystyle L_{n}(\omega ^{2})}                                                       |
| ----------------- | ---------------------------------------------------------------------------------------- |
| 1                 | {\displaystyle \omega ^{2}}                                                              |
| 2                 | {\displaystyle \omega ^{4}}                                                              |
| 3                 | {\displaystyle \omega ^{2}-3\omega ^{4}+3\omega ^{6}}                                    |
| 4                 | {\displaystyle 3\omega ^{4}-8\omega ^{6}+6\omega ^{8}}                                   |
| 5                 | {\displaystyle \omega ^{2}-8\omega ^{4}+28\omega ^{6}-40\omega ^{8}+20\omega ^{10}}      |
| 6                 | {\displaystyle 6\omega ^{4}-40\omega ^{6}+105\omega ^{8}-120\omega ^{10}+50\omega ^{12}} |

Weitere Polynome bis zu 10. Ordnung sind in den genannten Quellen zu finden.